# Gonodontis rajaca
Gonodontis rajaca là một loài bướm đêm trong họ Geometridae.